# Lew Nikolajewitsch Golownizki
Lew Nikolajewitsch Golownizki (russisch Лев Николаевич Головницкий; * 10. Dezember 1929 in Kurgan; † 29. April 1994 in Jekaterinburg) war ein sowjetisch-russischer Bildhauer und Hochschullehrer.

## Leben
Golownizki ist der Sohn des Maschinisten Nikolai Pawlowitsch Golownizki (1904–1964). 1932 zog die Familie nach Tscheljabinsk. Während des Deutsch-Sowjetischen Kriegs besuchte Golownizki die Schule. Von 1944 bis 1947 bildete er sich im Kunststudio des Malers Michail Mironowitsch Loschakow im Krupskaja-Pionier-Palast in Tscheljabinsk aus. Er studierte von 1947 bis 1952 an der Kunstschule Saratow (1997 nach ihrem Gründer Alexei Petrowitsch Bogoljubow benannt). Die Darstellung des Schriftstellers Nikolai Alexejewitsch Ostrowski war Golownizkis Diplomarbeit.
Nach dem Studium lebte und arbeitete Golownizki in Tscheljabinsk. Er machte ein Studienpraktikum in Moskau. Er ging auf Reisen in Italien (1960, 1970), Japan (1968), die Tschechoslowakei (1968), die USA (1975) und nach Frankreich (1977). Lew Nikolajewitsch Golownizki beteiligte sich an Ausstellungen im In- und Ausland. Ein Studium am Magnitogorsker Staatlichen Pädagogik-Institut (seit 2013 Universität Magnitogorsk) schloss er 1980 ab.
Golownizki ging 1987 nach Krasnojarsk und war dort Akademiker-Sekretär der Sibirien-Fernost-Abteilung der Akademie der Künste der UdSSR. 1988 wurde er Vollmitglied der Akademie der Künste. Er war Professor des Krasnojarsker Kunstinstituts, lehrte am Lehrstuhl für Bildhauerei und leitete die Bildhauerei-Werkstatt. Einer seiner Schüler war Daschi Namdakow.
Golownizki war seit 1955 Mitglied der Künstler-Union der UdSSR, in der er wiederholt verschiedene Ämter wahrnahm. Er war Delegierter auf den Kongressen der Künstler der UdSSR und der RSFSR.
Er war Mitglied der KPdSU und Mitglied des Büros des KPdSU-Komitees der Oblast Tscheljabinsk. Von 1969 bis 1973 war er gewählter Abgeordneter des Tscheljabinsker Stadtsowjets. Er war Delegierter auf den Kongressen der KPdSU und des Komsomol. Von 1989 bis 1991 war er Mitglied des von Michail Gorbatschow vorgeschlagenen Volksdeputiertenkongresses.
Ab 1993 lebte Golownizki mit seiner Frau Enrika Emiljewna Golownizkaja geborene Eckert (* 1931, Bildhauerin) in Jekaterinburg. Das Paar hatte zwei Kinder, Natalja und Pawel. Nach seinem Tode wurde Golownizki gemäß seinem Willen eingeäschert, die Urne wurde auf dem Uspenskoje-Friedhof in Tscheljabinsk beigesetzt.
Golownizkis älterer Bruder Juri (1925–1943) ist in der Schlacht von Kursk gefallen.

## Ehrungen, Preise
- Komsomol-Preis (1967)[1]
- Orden des Roten Banners der Arbeit (1971, 1986)
- Repin-Staatspreis des Ministerrats der RSFSR (1977)[1]
- Wutschetitsch-Silbermedaille der Akademie der Künste (1980)
- Volkskünstler der RSFSR (1980)[1]

## Werke

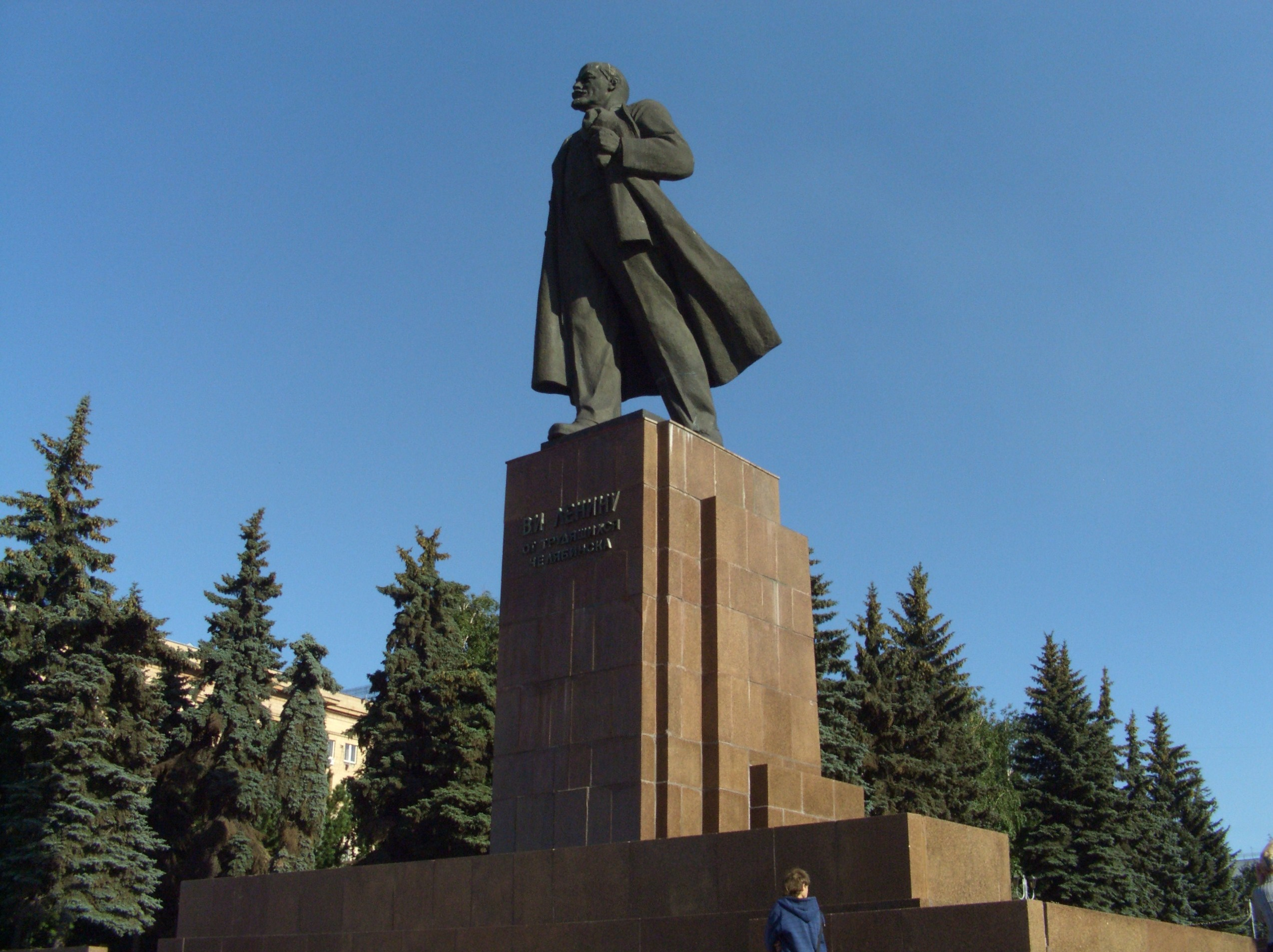
Lenindenkmal (1959 zusammen mit dem Bildhauer Witali Semjonowitsch Saikow und J. W. Alexandrow), Tscheljabinsk
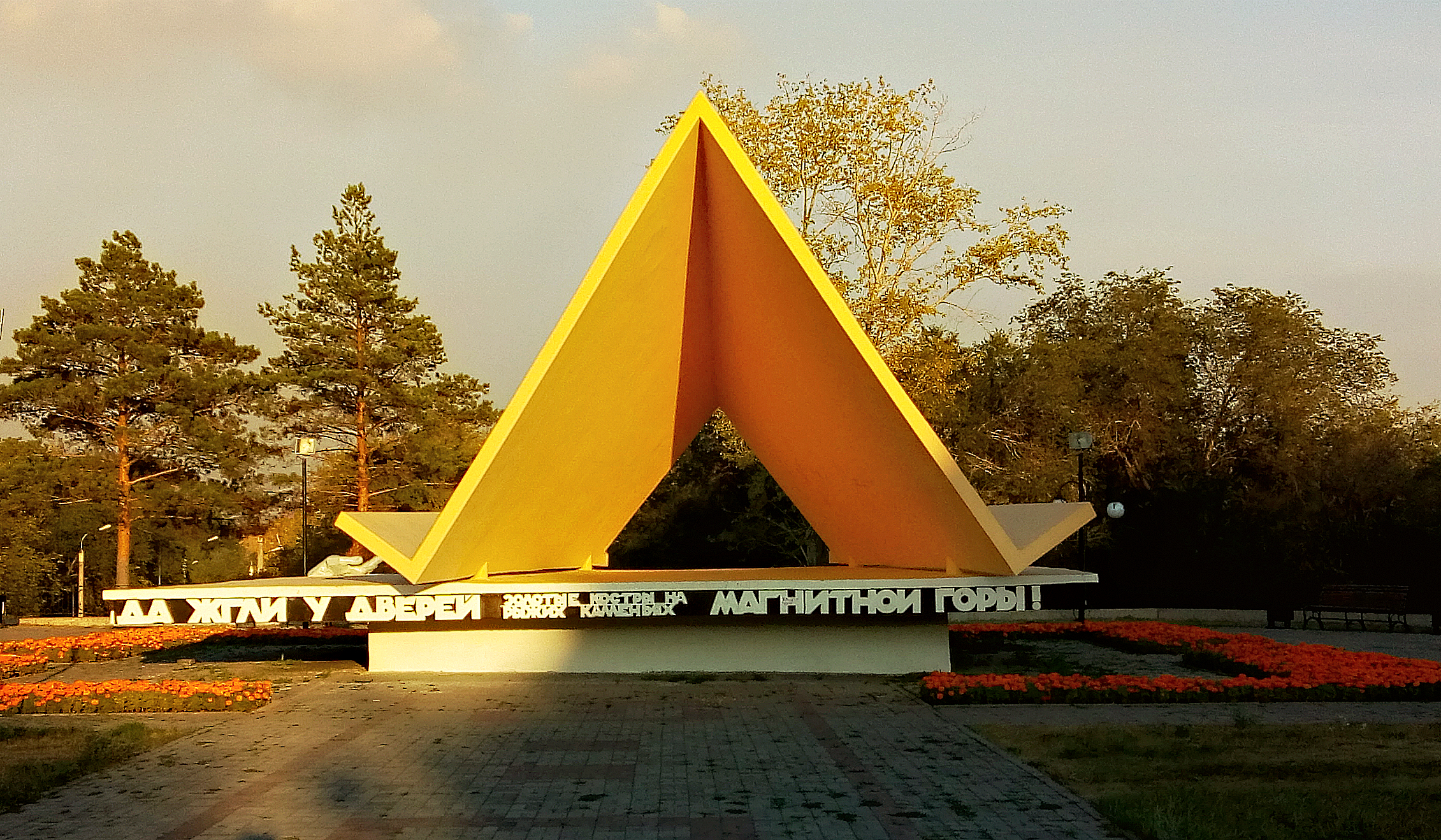
Denkmal Das erste Zelt für die ersten Erbauer der Stadt Magnitogorsk (1966 mit J. W. Alexandrow), Magnitogorsk
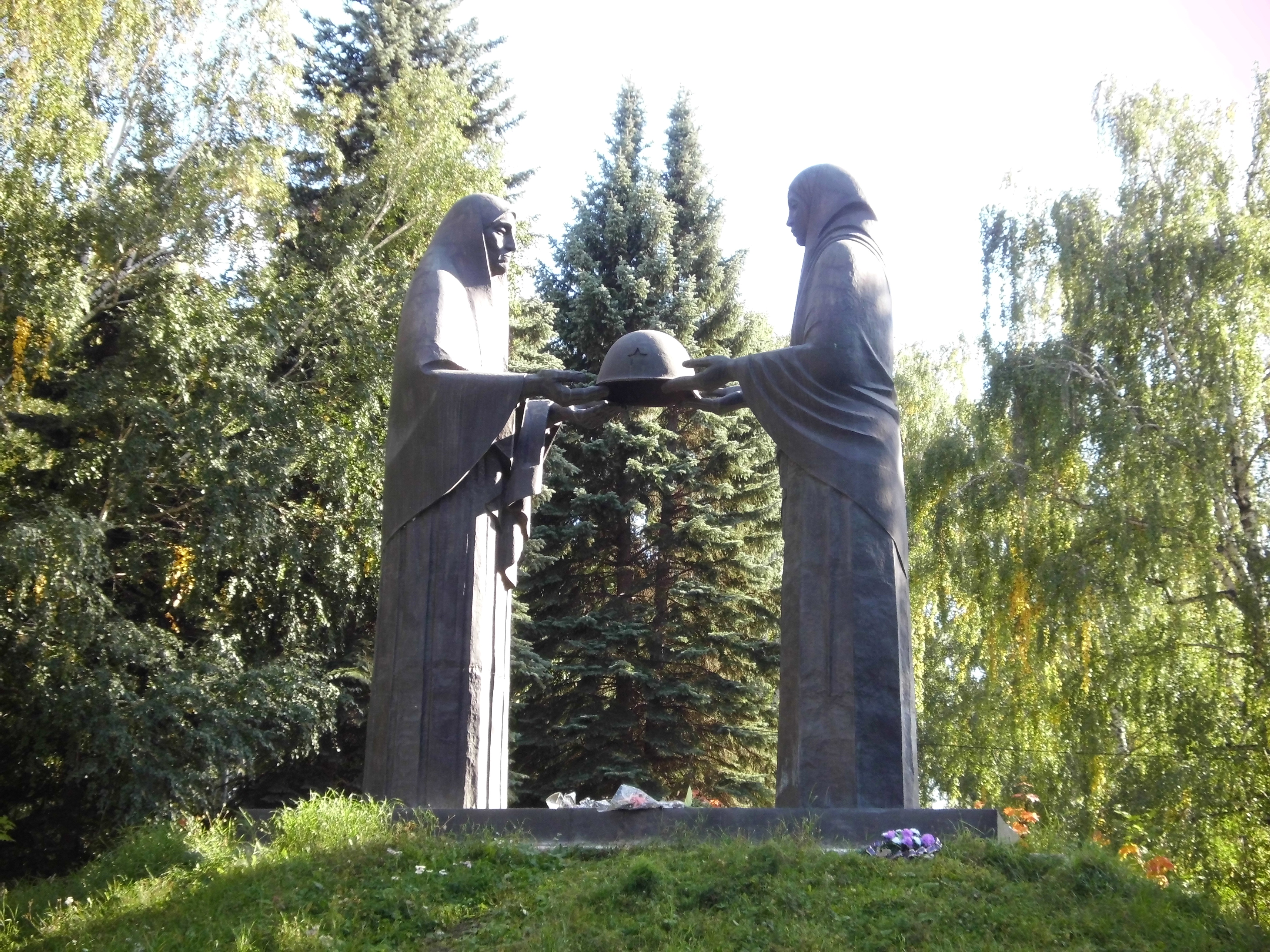
Denkmal Trauernde Mütter für die in den Tscheljabinsker Lazaretten gestorbenen Soldaten (1975 mit E. E. Golownizkaja und den Architekten J. P. Danilow und I. W. Taladai), Tscheljabinsk
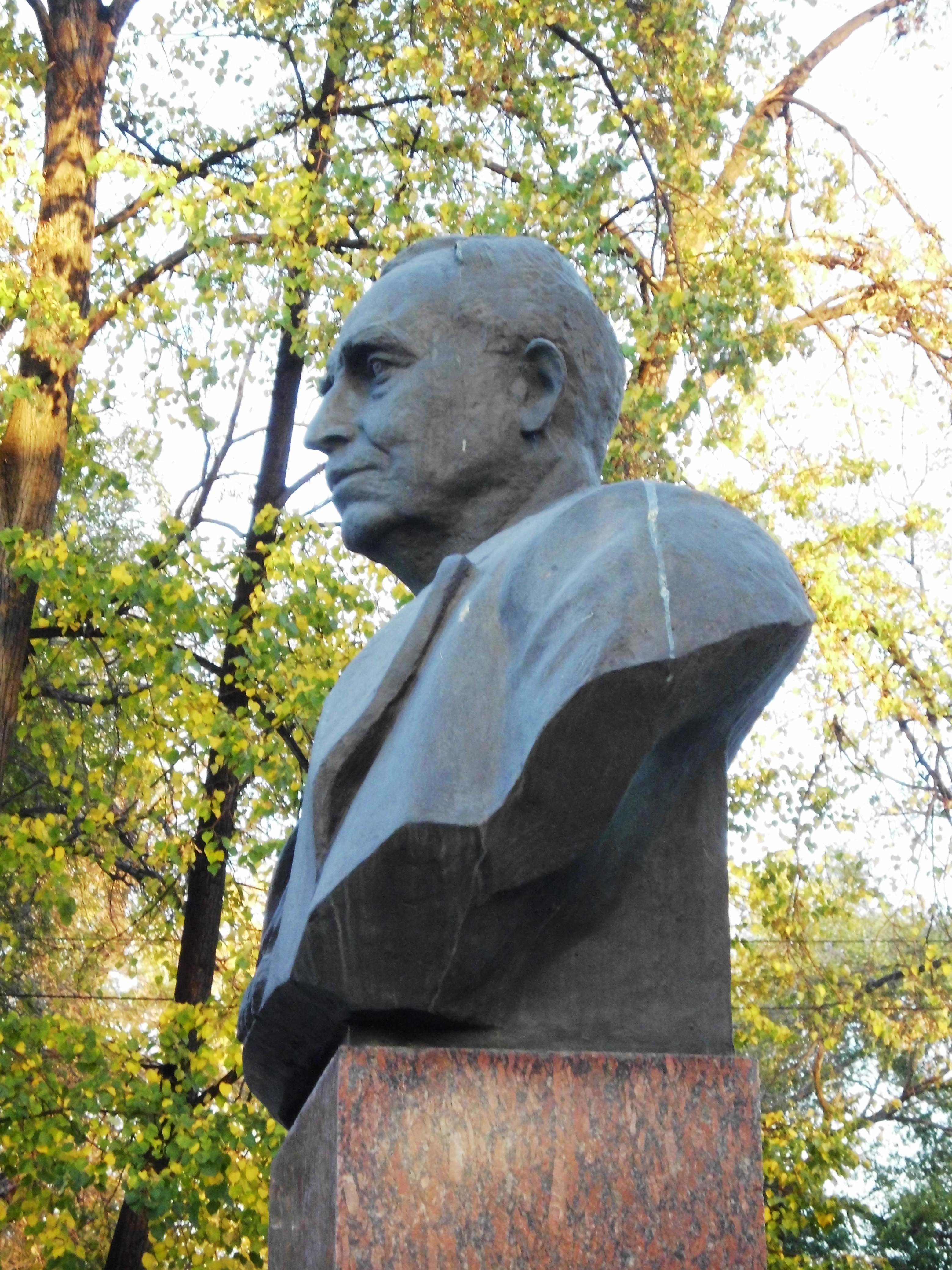
Zweifacher Held der sozialistischen Arbeit Iwan Jakowlewitsch Traschutin (1983), Tscheljabinsk